# Vic Dickenson Septet, Vol. II
| Recensione | Giudizio |
| ---------- | -------- |
| AllMusic   | [ 1 ]    |

Vic Dickenson Septet, Vol. II è il secondo album discografico del trombonista jazz statunitense Vic Dickenson, pubblicato dalla casa discografica Vanguard Records nel 1954.

## Tracce
Lato A
1. I Cover the Waterfront – 8:28 (Edward Heyman, Johnny Green)

Lato B
1. Sir Charles at Home – 4:41 (Charles Thompson)
2. Keeping out of Mischief Now – 5:49 (Andy Razaf, Fats Waller)

## Musicisti
- Vic Dickenson - trombone
- Ruby Braff - tromba
- Edmond Hall - clarinetto
- Charles Thompson - pianoforte
- Steve Jordan - chitarra
- Walter Page - contrabbasso
- Les Erskine - batteria